# International Journal of Physical Distribution & Logistics Management
Das International Journal of Physical Distribution & Logistics Management (IJPDLM) ist eine zehnmal jährlich erscheinende wissenschaftliche Zeitschrift zum Thema Logistik und Supply-Chain-Management. Neben dem Journal of Business Logistics ist das IJPDLM eine der beiden ältesten wissenschaftlichen Zeitschriften auf dem Gebiet der Logistik.

## Rezeption
Das Zeitschriften-Ranking VHB-JOURQUAL 2.1 (2011) stuft die Zeitschrift in die Kategorie B ein. Der Zwei-Jahres-Impact-Factor von Clarivate Analytics liegt bei 4.744 (2019). Im Academic Journal Guide 2021 der Chartered Association of Business Schools ist die Zeitschrift mit einer „2“ (= „well regarded journal“) bewertet.
Es gehört zu den Besonderheiten des IJPDLM, dass möglichst stets mindestens ein US-amerikanischer und mindestens ein nicht-US-amerikanischer Gutachter für die Erstellung doppelt verdeckter Gutachten ausgewählt werden, um die Internationalität des Journals zu erhöhen.